# 國立嘉義大學師範學院
國立嘉義大學師範學院，簡稱嘉大師範學院，是位於國立嘉義大學民雄校區的學院，2000年，與國立嘉義技術學院合併成國立嘉義大學時，設立教育學院，2004年，改稱師範學院。

## 學院簡史

### 併校以前
1957年，「臺灣省立嘉義師範學校」於林森校區原址創校，設有普通師資科，招收初中職畢業生，修業三年，以培育國民學校教師:583。
1966年，改制「臺灣省立嘉義師範專科學校」，為五年制專科學校，改設國小師資科，招收國中畢業生:98、101，1983年7月，增設二年制幼兒教育師資科。
1987年，改制為「臺灣省立嘉義師範學院」，增設初等教育學系、數理教育學系。1991年，改隸中央，易校名為「國立嘉義師範學院」。1992年，增設幼兒教育學系、特殊教育學系，校本部遷校至嘉義縣民雄鄉，今民雄校區現址。1993年，增設國民教育研究所。1998年，增設家庭教育研究所碩士班，數理教育學系數學教育組與自然科學教育組改制為數學教育系、自然科學教育系。

### 併校以後
- 2000年2月1日，與國立嘉義技術學院合併成「國立嘉義大學」，正式由教育學系、特殊教育學系、幼兒教育學系、輔導學系、體育學系、國民教育研究所、家庭教育研究所、特殊教育研究所、幼兒教育研究所、教育科技研究所組成「國立嘉義大學教育學院」[2]。
- 2001年1月，增設教育行政與政策發展研究所。5月，理工學院科學教育研究所改隸教育學院。6月，數學教育研究所改隸教育學院。
- 2002年10月，增設「體育健康與休閒研究所碩士班」。
- 2004年2月1日，「教育學院」正式更名為「師範學院」。3月，增設「輔導與諮商研究所碩士班」[2]。
- 2005年3月，增設「數位學習與設計管理學系」。
- 2007年4月，「家庭教育研究所」更名為「家庭教育與諮商研究所」。
- 2010年8月，「體育學系」與「體育與健康休閒研究所」整併為「體育學系」，「科學教育研究所」與「數學教育研究所」整併更名為「數理教育研究所」，「教育學系」與「國民教育研究所」整併為「教育學系」，「家庭教育與諮商研究所」與「輔導與諮商學系」整併為「輔導與諮商學系」，停招輔導與諮商學系進修學士班。
- 2012年8月，「體育學系」更名為「體育與健康休閒學系」。
- 2014年8月，增設「師範學院教學專業國際碩士學位學程」碩士班。
- 2021年8月，原「教育學系」、「教育行政與政策發展研究所」、「數理教育研究所」整併為「教育學系」，整併後之「教育學系」含「學士班」、「教育學系教育研究碩士班」、「教育學系教育行政與政策發展碩士班」、「教育學系數理教育碩士班」、「博士班」、「教育學系教育研究碩士在職專班」、「教育學系教育行政與政策發展碩士在職專班」、「教育學系數理教育碩士在職專班」。

## 歷任院長
資料來源：
| 任別 | 姓名       | 任期                 | 備註     |
| ---- | ---------- | -------------------- | -------- |
| 1    | 蔡榮貴教授 | 2000年8月--2005年1月 | 創院首任 |
| 2    | 李新鄉教授 | 2005年2月--2008年7月 |          |
| 3    | 吳煥烘教授 | 2008年8月--2012年7月 |          |
| 4    | 丁志權教授 | 2012年8月--2015年7月 |          |
| 5    | 黃月純教授 | 2015年8月--2020年7月 |          |
| 6    | 陳明聰教授 | 2020年8月--          | 現任     |

## 旗下系所

### 教育學系暨研究所（教育行政與政策發展碩士班、數理教育碩士班）
嘉大教育，原為師院時期的「初等教育學系」，成立於1957年，前身為嘉義師範學校普通師資科，是嘉師創校歷史最悠久的科系，區分為「教育理論」、「課程與教學」、「教育行政」、「數理教育」等領域授課，設有大學部學士班及研究所碩士班、博士班，以及教育行政與政策發展碩士班、數理教育碩士班。
教育行政與政策發展碩士班，成立於2001年，原為「教育行政與政策發展研究所碩士班」，2021年併入教育學系，以基礎理論與研究方法為核心課程，修畢學分取得碩士學位。
數理教育碩士班，原為「數理教育研究所碩士班」，成立於1987年，前身為嘉義師院數理教育學系，2000年合併調整後獨立設所「數學教育研究所碩士班」及「科學教育研究所碩士班」，後合併為「數理教育研究所碩士班」，分「數學教育組」及「科學教育組」。2021年併入教育學系。2023年起因應校內分配教師員額縮減，取消分組授課。修畢學分取得碩士學位。

### 輔導與諮商學系暨研究所
嘉大輔諮，成立於2010年，係由「家庭教育與諮商研究所」（1998年設立，原為嘉義師院「家庭教育研究所」）及「輔導與諮商學系」（2000年設立）整合成立，設有大學部學士班及研究所碩士班。

### 體育與健康休閒學系暨研究所
嘉大體育，成立於2010年，係由「體育學系」（2000年設立）及「體育與健康休閒研究所」（2002年設立）整合成立，設有大學部學士班及研究所碩士班。

### 特殊教育學系暨研究所
嘉大特教，成立於1992年，為雲嘉地區唯一的特殊教育研究基地，設有大學部學士班及研究所碩士班。

### 幼兒教育學系暨研究所
嘉大幼教，成立於1983年，前身為嘉義師專二年制幼兒教育師資科，區分為「幼教理論基礎領域」、「幼兒發展與輔導領域」、「幼兒課程與教學領域」、「幼兒教育行政領域」、「幼兒教育研究與方法」、「幼教論題、趨勢與推廣應用」等六大領域授課，設有大學部學士班及研究所碩士班、碩士在職專班。

### 數位學習設計與管理學系暨研究所
嘉大數位，成立於2008年，係由「教育科技研究所」（2000年設立）及「數位學習設計與管理學系」（2006年設立）整合成立，設有大學部學士班及研究所碩士班。

### 教學專業國際碩士學位學程
成立於2014年，以全英文授課，為研究教育學相關領域之課程，修畢學分授予碩士學位。

## 外部連結
- 國立嘉義大學師範學院（页面存档备份，存于） （繁體中文）（英文）
- 國立嘉義大學（页面存档备份，存于） （繁體中文）（英文）